# Arevabuyr
Arevabuyr (in armeno Արևաբույր?, fino al 1978 Kharatlu) è un comune dell'Armenia di 1.088 abitanti (2009) della provincia di Ararat.